# Municipio de Pleasant Valley (condado de Wilson)
El municipio de Pleasant Valley (en inglés: Pleasant Valley Township) es un municipio ubicado en el condado de Wilson en el estado estadounidense de Kansas. En el año 2010 tenía una población de 219 habitantes y una densidad poblacional de 1,78 personas por km².

## Geografía
El municipio de Pleasant Valley se encuentra ubicado en las coordenadas 37°36′5″N 95°36′17″O / 37.60139, -95.60472. Según la Oficina del Censo de los Estados Unidos, el municipio tiene una superficie total de 122.86 km², de la cual 122,21 km² corresponden a tierra firme y (0,53 %) 0,65 km² es agua.

## Demografía
Según el censo de 2010, había 219 personas residiendo en el municipio de Pleasant Valley. La densidad de población era de 1,78 hab./km². De los 219 habitantes, el municipio de Pleasant Valley estaba compuesto por el 97,26 % blancos, el 0,46 % eran asiáticos, el 0,91 % eran de otras razas y el 1,37 % eran de una mezcla de razas. Del total de la población el 1,83 % eran hispanos o latinos de cualquier raza.